# Le Mesnil-le-Roi
Le Mesnil-le-Roi è un comune francese di 6 547 abitanti situato nel dipartimento degli Yvelines nella regione dell'Île-de-France.

## Società

### Evoluzione demografica
Abitanti censiti